# 精灵与萤火意志
《精灵与萤火意志》（中国大陆又译作）是一款月亮工作室开发并由Xbox遊戲工作室于2020年3月11日首先发行在Xbox One以及Windows上的類銀河惡魔城式含有動作冒險因素的平台冒險遊戲。本作是2015年发售的《奥日與迷失森林》的续作。
游戏于2017年的微软E3游戏展前发布会上公布。游戏支持4K分辨率输出、Xbox One X的机能加强功能以及Xbox Play Anywhere的跨平台计划。
2020年9月17日，游戏登陆任天堂Switch平台。2020年11月10日，游戏登陆Xbox Series X/S平台。

## 玩法
聖靈之光2屬於類銀河戰士惡魔城遊戲，玩家同樣操控精靈Ori透過跳躍、攀爬、滑行與游泳在多樣地貌中進行解謎。每當玩家獲得一項新能力，便可利用該能力前往新的區域並開始探索。遊戲有一些功能受到雷射超人及銀河戰士的啟發。
不同於前作需消耗能量建立「靈魂鏈接」(Soul Link)作為存檔點，本作採用自動儲存。技能升級點數也改為「技能碎片」(Shards)。這可讓玩家購買或尋找各種主、被動技能，技能可以升級和修改，讓Ori組合出多樣化的攻擊模式。Ori的攻擊可以通過方便的徑向菜單進行調整，並且可以在地圖各處找到增加Ori血量和能量的球體。
2018年的Gamescom中展示了一種名為「精靈試煉」(Spirit Trials)的新模式。玩家在該模式下要盡可能以最快的時間完成目標。為了增強競爭和策略，玩家可以看到最佳時間和其他玩家所走的路線。 本作新增若干NPC的支線任務，每當完成支線任務時會獲取一定程度的報酬。例如葛洛克礦石(Gorlek Ores)，這些物品可用於擴展遊戲的中心區域。

## 劇情
故事接續奧里與迷失森林的結局之後，由尼溫森林中的靈樹講述。貓頭鷹黑子(Kuro)在前作結尾救下自己僅存的蛋孵化出一隻小貓頭鷹，奧里(Ori)、納魯(Naru)和古莫(Gumo)將其命名為小黑(Ku)，並將她視作自己的孩子撫養長大。小黑的翅膀有先天上的缺損，無法順利飛行，直到奧里找出黑子的羽毛，並讓古莫將羽毛綁在小黑的翅膀上，她才漸漸學會如何飛行。小黑載著奧里在天際翱翔，他們飛出尼博爾(Nibel)地區，然而卻碰上暴風雨將兩人分開，最後墜落在名為「尼溫」(Niwen)的土地上。
奧里墜落於名為「墨水沼澤」的林地中，並遇到尼溫的住民：摩奇族(Moki)。他們目擊到小黑墜落在沼澤東邊的「寂靜森林」，並告訴奧里前去與沼澤的守護者庫歐洛克(Kwolok)會面，且對方會給予協助。庫歐洛克表示他身後可通往該處的水道已遭到汙染、無法通行，必須到泉源讓水車重新運轉以淨化水源。庫歐洛克派出森林聲音與奧里一起踏上冒險的旅途，同時納魯與古莫也從尼博爾乘船出發至尼溫尋找奧里與小黑。奧里成功讓水車重新運轉，尼溫的水因此變得乾淨。奧里來到寂靜森林並找到小黑，兩人正打算踏上回家的路，然而卻遇上尖嘯里克(Shriek)，里克是一隻在衰落影響下誕生的貓頭鷹，因身體畸形的緣故而遭到其他貓頭鷹的排擠，從此身心歸向黑暗。她對兩人抱持強烈的敵意，攻擊奧里並殺害小黑。
摩奇一族與庫歐洛克對於奧里和小黑的遭遇感到難過，庫歐洛克表示森林聲音已盡自己最大的努力，但它的力量仍非常微弱。在靈樹威洛(Willow)凋零之時，森林之光碎裂成五個部分並散落在尼溫各地，並由不同的守護者看守。必須將另外四個剩下的碎片找回，才能救回小黑的生命以及受到衰落侵蝕的尼溫，儘可能挽救衰落帶來的一切傷害。庫歐洛克讓奧里去尋找被束縛於北方寒冷高地的森林記憶及南方黑暗中的森林眼睛，他自己則動身前往西方的水域尋找掉落在該處的森林力量。然而庫歐洛克卻被該處的腐朽之物控制身心，在奧里擊敗對方後，庫歐洛克雖然恢復意識但也傷重不治，臨終前囑託奧里替他繼續守護尼溫及摩奇族。
在奧里找齊所有失散的碎片後，碎片組合完成後發出金色的光芒，並告訴奧里他名為塞珥(Seir)。奧里和塞珥最終抵達靈樹威洛之下，賽珥將靈樹喚醒。然而靈樹告訴奧里它的時代已經過去了，無法再乘載賽珥了，並請求奧里擁抱光芒成為新的載體以恢復尼溫地區，即便這意味著奧里必須要「捨棄一條生命，以拯救更多生命」。靈樹威洛準備將賽珥傳給奧里，但尖嘯里克突然出現並搶走賽珥。奧里歷經千辛萬苦打敗了里克，里克到最後仍拒絕光明與溫暖，她用僅存的力氣返回寂靜森林，在已遭石化的父母羽翼環抱下靜靜死去。
同樣筋疲力竭的奧里在稍微回顧自己生命的回憶，放走黑子遺留的最後一根羽毛後便擁抱賽珥與之融合，修復衰落帶給尼溫的傷害，也讓小黑復活並治癒她殘缺的翅膀，納魯和古莫在一旁見證此瞬間。摩奇族與納魯、古莫、小黑一起來到奧里與賽珥融合的地方，他們在該處發現一株新的靈樹正在發芽成長。納魯、古莫、小黑定居於此處照顧靈樹，就像一家人一樣，而靈樹的獨白揭示它還是奧里的時候擁抱了光芒。時光飛逝，在家人們皆已離去後，從樹上飄落一片樹葉，生命重新開始。

## 評價
| 汇总媒体   | 得分                                           |
| ---------- | ---------------------------------------------- |
| Metacritic | PC: 88/100 XONE: 90/100 NS: 93/100 XSX: 92/100 |

| 媒体            | 得分                   |
| --------------- | ---------------------- |
| Destructoid     | 9.5/10                 |
| 电子游戏月刊    | [ 15 ]                 |
| Game Informer   | 9.5/10                 |
| Game Revolution | [ 17 ]                 |
| GamesRadar+     | [ 18 ]                 |
| GameSpot        | 8/10 (XONE) 9/10 (XSX) |
| IGN             | 9/10                   |
| PC Gamer美国    | 81/100                 |
| 衛報            | [ 23 ]                 |
| VideoGamer.com  | 9/10                   |

根據評論網站Metacritic的資料，本作於PC、Xbox One、Xbox Series X，及任天堂Switch版本皆獲得「普遍好評」的評價。 截至2020年11月中旬，已有超過280萬名玩家遊玩過本作。此外，任天堂Switch版本與《最後生還者 第II章》、《戰慄時空：艾莉克絲》以及這兩個版本的《黑帝斯並列為2020年評分第二高的遊戲，僅次於《女神異聞錄5》。

### 獲獎
| 年份 | 獎項                 | 獲提名                       | 結果 | 來源                 |
| ---- | -------------------- | ---------------------------- | ---- | -------------------- |
| 2020 | 金搖桿獎             | 最佳視覺設計                 | 提名 | [ 27 ] [ 28 ] [ 29 ] |
| 2020 | 金搖桿獎             | 最佳Xbox遊戲                 | 獲獎 | [ 27 ] [ 28 ] [ 29 ] |
| 2020 | 金搖桿獎             | 終極年度遊戲                 | 提名 | [ 27 ] [ 28 ] [ 29 ] |
| 2020 | 遊戲大獎             | 最佳美術指導                 | 提名 | [ 30 ] [ 31 ]        |
| 2020 | 遊戲大獎             | 最佳原聲/音樂配樂            | 提名 | [ 30 ] [ 31 ]        |
| 2020 | 遊戲大獎             | 最佳動作/冒險遊戲            | 提名 | [ 30 ] [ 31 ]        |
| 2020 | NAVGTR獎             | 傑出藝術指導(奇幻)           | 獲獎 | [ 32 ] [ 33 ]        |
| 2020 | NAVGTR獎             | 傑出遊戲設計                 | 提名 | [ 32 ] [ 33 ]        |
| 2020 | NAVGTR獎             | 傑出Original Light Mix Score | 獲獎 | [ 32 ] [ 33 ]        |
| 2020 | NAVGTR獎             | 傑出2D/3D控制設計            | 獲獎 | [ 32 ] [ 33 ]        |
| 2021 | 第廿四屆D.I.C.E.大獎 | 傑出動畫                     | 提名 | [ 34 ]               |
| 2021 | 第廿四屆D.I.C.E.大獎 | 傑出藝術指導                 | 提名 | [ 34 ]               |
| 2021 | 第廿四屆D.I.C.E.大獎 | 傑出原創音樂作品             | 提名 | [ 34 ]               |
| 2021 | 第廿四屆D.I.C.E.大獎 | 傑出音效設計                 | 提名 | [ 34 ]               |
| 2021 | 第廿四屆D.I.C.E.大獎 | 年度冒險遊戲                 | 提名 | [ 34 ]               |
| 2021 | SXSW遊戲獎           | 年度遊戲                     | 提名 | [ 35 ]               |
| 2021 | SXSW遊戲獎           | 最佳動畫/藝術/視覺           | 提名 | [ 35 ]               |
| 2021 | SXSW遊戲獎           | 最佳遊戲設計                 | 提名 | [ 35 ]               |
| 2021 | SXSW遊戲獎           | 最佳配樂                     | 獲獎 | [ 35 ]               |

## 外部連結
- 官方网站（英文）
- 官方网站（简体中文）